# Słoboda Przyłucka
Słoboda Przyłucka (biał. Прылуцкая Слабада, ros. Прилукская Слобода) – wieś na Białorusi, w obwodzie mińskim, w rejonie mińskim, w sielsowiecie Szczomyślica.